# Hà Giang
Hà Giang es una ciudad ubicada a orillas del río Lô, en el noreste de Vietnam. Es la capital de la provincia de Hà Giang. La ciudad tiene una superficie de 135,33 km² y una población de 55 559 habitantes según el censo de 2019. La población está compuesta por 22 grupos étnicos diferentes, de los cuales el 55,7% son vietnamitas (kinh) y tày. La zona ha sido descrita como "el lugar más hermoso de todo Vietnam".
La ciudad es un punto de partida popular para sortear el circuito de Ha Giang, una ruta a lo largo de la QL4C comúnmente recorrida en motocicleta que incluye Lũng Cú, la Torre de la Bandera de Lũng Cú, el distrito de Đồng Văn, Sà Phìn y Mèo Vạc.

## Historia
Hasta el siglo XIX, el asentamiento de Vị Xuyên , al sur de Hà Giang (chu Han: 河楊), fue la principal ciudad comercial y el asentamiento más grande de la zona. Bajo la dinastía Nguyễn (1802-1945), la ciudad de Hà Giang, en el actual distrito de Trần Phú, comenzó a crecer. En 1842, la ciudad se incorporó a la antigua provincia de Tuyên Quang.
En 1842, Hà Giang se incorporó a la nueva provincia de Tuyên Quang, que en aquel entonces se extendía hacia el norte hasta la frontera con China. Tras la conquista francesa de la zona en 1886, Hà Giang se convirtió en un importante puesto militar colonial francés.
El 12 de agosto de 1991, la provincia de Hà Giang se restableció y se separó de la provincia de Tuyên Quang. Tras la separación, la provincia de Hà Giang contaba con diez unidades administrativas, y la ciudad de Hà Giang se convirtió en la capital provincial de Hà Giang.
El 27 de septiembre de 2010, la ciudad de Hà Giang fue elevada oficialmente a la categoría de ciudad provincial.
En marzo de 2014, el Primer ministro aprobó el proyecto de desarrollo urbano tipo II mediante la Decisión n.º 190, que abarca las provincias de Vĩnh Phúc, Hà Giang y Thừa Thiên-Huế, gracias a una ayuda no reembolsable del Banco Asiático de Desarrollo (BAD). En la provincia de Hà Giang, el proyecto incluye la mejora de carreteras, la construcción de dos nuevos puentes y la modernización del sistema de alcantarillado.

## Divisiones administrativas
Las siguientes unidades administrativas se reconocen como parte de la ciudad de Hà Giang:
- Distrito de Tran Phú
- Distrito de Minh Khai
- Distrito de Nguyễn Trãi
- Distrito de Quang Trung
- Distrito de Ngọc Hà
- Phương Thiện
- Phương Độ
- Ngoc Daường

## Economía
La provincia de Hà Giang es una región altamente montañosa. Gran parte de la provincia es demasiado montañosa para la agricultura, por lo que gran parte del territorio está cubierto de bosques. La meseta central de Hà Giang es propicia para el cultivo de ciruelas, melocotones y caquis, productos que la provincia exporta. También se cultiva té.
La provincia de Hà Giang es una de las más pobres de Vietnam. Tradicionalmente, la mayor parte de su actividad económica giraba en torno a la agricultura y la silvicultura, pero en los últimos años se ha intentado establecer una industria manufacturera. La infraestructura en Hà Giang ha mejorado, pero sigue siendo deficiente: las carreteras, las escuelas y los servicios de salud están menos desarrollados que en muchas otras zonas de Vietnam. Desde la designación del Geoparque de la Meseta Kárstica de Dong Van en 2010, la industria turística ha experimentado un crecimiento.

## Demografía
Muchos habitantes de la provincia de Hà Giang pertenecen a alguna de las minorías étnicas de Vietnam. Además de los vietnamitas (o kinh), los grupos étnicos más numerosos en Hà Giang son los tay, los dao y los hmong.